# Safiyya bint Huyayy
Safiyya bint Huyayy ibn Àkhtab (àrab: صفية بنت حيي بن أخطب, Ṣafiyya bt. Ḥuyayy b. Aẖṭab) (vers 610 – vers 670) fou una dona jueva capturada a la tribu dels Banu n-Nadir a l'edat 17 anys que va esdevenir la muller del profeta Mahoma. Juntament amb totes les altres mullers de Mahoma, se l'anomenava Umm al-Muminín o ‘Mare de Creients’.
Després de la mort de Mahoma, es va implicar en la vida política de la primera comunitat musulmana, i va adquirir una influència important fins a la seva mort.

## La seva vida
Safiyya va néixer a Medina, filla d'Huyayy ibn Akhtab, el cap de la tribu jueva dels Banu n-Nadir i de Barra bint Samàwal, de la tribu dels Bani Qurayza. Segons algunes fonts, es va casar amb Sal·lam ibn Mixkam, i més tard se'n va divorciar.
Quan els Banu n-Nadir foren expulsats de Medina el 625, la seva família es va instal·lar a Khàybar, un oasi prop de la ciutat. El seu pare i el seu germà van sortir de Khàybar per unir-se a les forces de la Meca i als beduïns que assetjaven Mahoma a Medina durant la batalla de la Trinxera. Quan el mequins es retiraren, Mahoma va assetjar els Banu Qurayza. En les subsegüents batalles, tant Huyayy com el seu fill foren morts pels seguidors de Mahoma, juntament amb tots els homes dels Banu Qurayza.
En 627 o inicis del 628, Safiyya es casava amb Kinana ibn ar-Rabí, tresorer dels Banu Nadir quan tenia aproximadament 17 anys. Es diu que Saffiya va explicar a Kinana un somni que havia tingut en el qual la lluna havia caigut dels cels sobre la seva falda. Kinana l'interpretà com a desig de casar-se amb Mahoma i li va pegar, dient-li «Què és aquest somni, és que vols al nou rei del Hijaz, el Profeta, per a marit?». Es diu que li va deixar una marca a l'ull que era encara visible quan va tenir el primer contacte amb Mahoma i quan aquest li'n va demanà la causa li va explicar la història.

## Batalla de Khàybar
El maig de 629, els musulmans derrotaven unes quantes tribus jueves (incloent-hi els Banu n-Nadir) a la batalla de Khàybar. Els jueus s'havien rendit, i se'ls va permetre romandre a Khàybar amb la condició de donar la meitat de la seva producció anual als musulmans. La terra mateixa es convertia en propietat de l'estat musulmà. Aquest acord, diu Stillman, no s'estenia a la tribu dels Banu n-Nadir, a qui no es donava treva.
Les dones capturades van ser obligades a anar a viure amb Mahoma i els seus seguidors. Safiyya fou assignada a Dihya ibn Khalifa, però Mahoma la reclamà per a ell i recompensà Dihya amb dues de les seves cosines o, segons unes altres fonts, amb set caps de bestiar, o set esclaves. Llavors Safiyya es va convertir a l'islam, esdevenint la muller de Mahoma i guanyant la seva emancipació. Al camí de tornada des de Khàybar els musulmans van acampar en un lloc que anomenaven Sadd ar-Rawha. En aquella èpica Safiyya ja no tenia la menstruació, i el matrimoni es va consumar. Posteriorment, Mahoma va organitzar un banquet de dàtils i mantega com a celebració del matrimoni, i van retornar a Medina.

## Matrimoni amb Mahoma
Segons Muhàmmad al-Bukharií, Mahoma es va quedar durant tres dies entre Khàybar i Medina, on consumava el seu matrimoni amb Safiyya. Els seus sahaba (companys) es preguntaven si se l'havia de considerar una captiva o la seva muller i van concloure que la considerarien muller de Mahoma i ‘Mare dels Creients’, només si Mahoma la feia cobrir-se amb un vel. La seva conversió a l'islam també es menciona com una part important de la seva ascendència. La parella no va tenir fills.
Alguns erudits moderns opinen que Mahoma decidí casar-se amb Safiyya, la única supervivent de la família que governava als Banu Nadir, com a part de la reconciliació amb la tribu jueva.
Malgrat la seva conversió, les altres mullers de Mahoma feien broma de Safiyya i del seu origen jueu. Els dubtes sobre la lleialtat de Safiyya a l'islam i la sospita que venjaria la seva família massacrada són temes recurrents a la Sírat Rassul Al·lah, la principal i més antiga biografia de Mahoma. En aquest relat, Mahoma o Úmar expressen enuig per aquests dubtes i reafirmen la seva lleialtat.
Sobre la seva ascendència jueva, Mahoma li va dir en una ocasió: «El teu pare era el profeta Aaron i el profeta Moisès era el teu oncle».

## Llegat
En 656, Safiyya estava amb el califa Uthman ibn Affan i el defensava a la seva última reunió amb Alí, Àïxa i Abd-Al·lah ibn az-Zubayr. Durant el període en què el califa fou assetjat a la seva residència, Safiyya va intentar sense èxit subministrar-li menjar i aigua a través un tauló situat entre la seva casa i la d'ell.
Safiyya va morir el 670 o 672, durant el regnat de Muàwiya, i fou enterrada a Jannat al-Baqi. Deixava una propietat de 100.000 dírhams en terres i béns, un terç del qual el llegava al fill de la seva germana, que seguia sent jueva. La seva casa a Medina fou comprada per Muàwiyya per a 180.000 dírhams.
El somni de Safiyya que suposadament pronosticava el seu matrimoni amb Mahoma ha estat interpretat com a miracle i ha estat un tema important en les obres sufís. Apareix a tots els llibres essencials del hadit i els rotlles dels seus transmissors.